# Esprit Espinasse

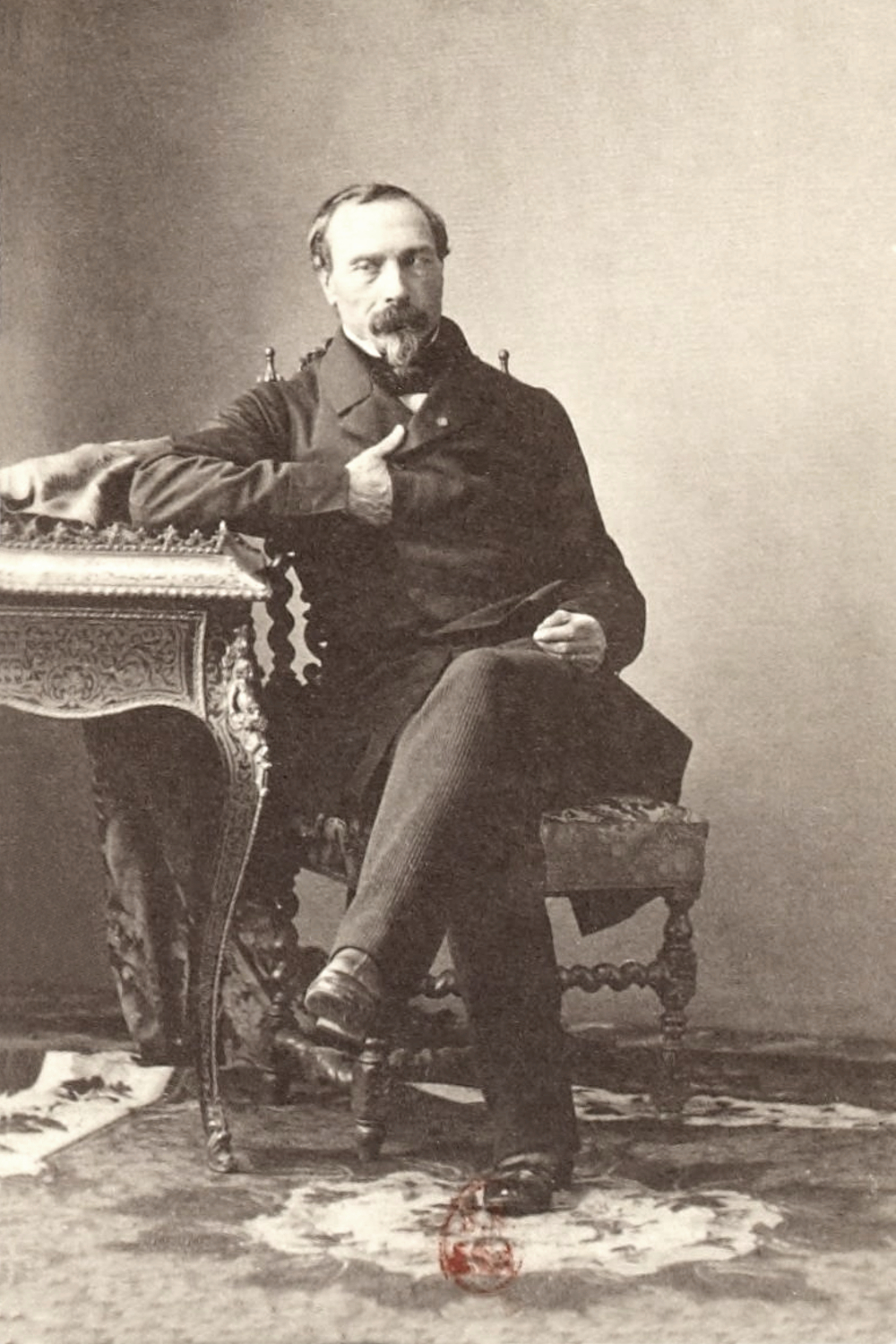
Esprit Espinasse.

Esprit Charles Marie Espinasse, född den 2 april 1815, död den 4 juni 1859, var en fransk militär.
Espinasse blev officer vid infanteriet 1835, deltog som bataljonschef i fälttåget mot kabylerna och blev 1851 regementschef. Med sitt regemente deltog Espinasse i statskuppen den 2 december samma år och befordrades till brigadgeneral. Efter Felice Orsinis attentat 1858 blev Espinasse inrikesminister men måste snart avgå från befattningen. Espinasse stupade som divisionschef i slaget vid Magenta.